# Nicolás Der Agopian
Nicolás Der Agopian (Montevideo, 1 de abril de 1979) es un fotógrafo, gestor cultural, comunicador y docente uruguayo.

## Biografía
Estudió Letras en la Facultad de Humanidades y Ciencias de la Educación de la Universidad de la República, donde se desempeñó como Investigador y colaboró en algunas publicaciones académicas. 
En 2011 publicó el libro de cuentos Flor de Piel de Editorial La Propia Cartonera y el libro de fotos Punta del Este. El lugar en el mundo junto a Débora Quiring de Editorial Flor Negra. En 2014 publicó Principio y fin de Estuario Editorial, libro de cuentos e imágenes de Montevideo, México DF y Nueva York y en 2016 coordinó la edición junto, a Denisse Ferré de  Tiro y Fuga, libro del taller de imagen y relato que realizan. Fue coordinador de fotografía de la Guía Turística del Uruguay en 2008, editada por Flor Negra. 
Es fotógrafo del semanario Búsqueda, gestor cultural del área de Letras de la Dirección Nacional de Cultura del Ministerio de Educación y Cultura de Uruguay y docente del Fotoclub Uruguayo. Escribe habitualmente en Materia Sensible, revista de fotografía del Fotoclub Uruguayo, en donde integra el grupo editor.
Ha realizado exposiciones individuales en el Museo Zorrilla, la Embajada de México en Uruguay, Artesquina 20 de Mercedes, la Casa de la Cultura de San José; y participó de exposiciones colectivas en Fundación Unión y Música de la Tierra en Jacksonville.
En 2023 Der Agopian fue galardonada con el Premio Legión del Libro otorgado por la Cámara Uruguaya del Libro.

## Libros
- 2008, Guía Turística del Uruguay (coordinador).
- 2011, Flor de Piel (narrativa)
- 2012, Punta del Este. El lugar en el mundo (con Débora Quiring).
- 2014, Principio y fin.[4]
- 2016, Tiro y fuga. Editorial Estuario (coordinador)